# Абуладзе, Паата Венорович
Паата Венорович Абуладзе (род. 15 июня 1991) — российский самбист и дзюдоист, призёр бронзовый призёр чемпионата России по самбо 2016 года, мастер спорта России. Обладатель чёрного пояса.

## Спортивные результаты
- Первенство России среди юниоров по дзюдо 2007 года (Звенигород) — 5 место;
- 3 Спартакиада школьников 2007 года (дзюдо, Пенза) — ;
- Чемпионат Краснодарского края по дзюдо 2015 года — ;
- Чемпионат ЮФО по дзюдо 2015 года (Майкоп) — ;
- Чемпионат ЮФО по самбо 2015 года (Майкоп) — ;
- XXIV открытый Всероссийский турнир 2015 года (Анапа) — ;
- Чемпионат Краснодара по самбо 2015 года — ;
- Чемпионат ЮФО России по самбо 2015 года — ;
- Всероссийский турнир по дзюдо 2015 года (Майкоп) — ;
- Чемпионат Краснодарского края по дзюдо 2015 года — ;
- Турнир по самбо памяти Г. А. Тотладзе — ;
- Чемпионат России по самбо 2016 года — .